# Nabil Maleh
Nabil Maleh (28 de septiembre de 1936 – 24 de febrero de 2016) fue un artista sirio, realizador, documentalista, guionista, productor, profesor, pintor, y poeta; y se lo honra y recuerda como el padre del cine sirio.
Nabil publicó más de 1.000 artículos en cuentos cortos, ensayos y poemas. Fue escritor y director de unas 150 obras cortas, experimentales y documentales y doce largometrajes, incluyendo a:
- Al-Kompars
- The Leopard.

Obtuvo más de 60 premios en festivales de cine internacionales, incluyendo varios premios de logros por su obra. Varias de sus películas están en el currículo de escuelas de cine internacionales; y, enseñó dirección cinematográfica, actuación, escritura y estética en muchas universidades, centros y asociaciones, como Universidad de Texas en Austin y en la Universidad de California en Los Ángeles.

## Biografía
Maleh nació en una familia de clase media alta, en Damasco. Cuando tenía 14 años, solía escribir artículos políticos para periódicos locales. Más tarde a los 16 años, fue a República Checa para estudiar física nuclear. Sin embargo, de inmediato se enamoró de la industria cinematográfica cuando se le pidió que fuera un extra en una película; entonces fue a estudiar a la Escuela de cine de Praga (FAMU, siglas en checo), cuyos estudiantes, luego incluirían a Milos Forman y a Jiri Menzel. Mientras estudiante, trabajó en la Arab Radio Transmission, una estación checa en lengua árabe, dirigida al Medio Oriente. Los años escolares de Nabil estuvieron llenos de inspiración cultural; escribió: -"Además del aspecto técnico y los altos estándares artísticos, FAMU creó y desarrolló una base cultural muy sofisticada para el cineasta. La cultura era parte de la vida cotidiana, un evento diario, un nuevo libro, juego, concierto, un debate interesante. Y todo estaba accesible. Es el único lugar donde encontré la cultura gratuita. Viví durante un mes en Praga por lo que un concierto con asientos malos habría costado en París.”-
Terminó la escuela, y regresó a su hogar en 1964, pero en un año volvió al extranjero.

### Carrera como director
Después de graduarse, en 1964; y, regresar a Siria, Maleh fue proclamado el primer graduado de cine europeo en su país natal. Fue invitado a una nueva organización nacional de cine establecida para controlar y dirigir uno de los primeros largometrajes de la organización. Maleh escribió un guion basado en la novela del autor sirio Haidar Haidar The Leopard. Una semana antes de que comenzara el rodaje, el Ministerio del Interior prohibió la proyección de la película. Solo en 1971, rcien se estrenó la película; y, Maleh se hizo popular. "The Leopard" tuvo un gran éxito e introdujo el cine sirio en el escenario mundial. Maleh filmó muchas películas sobre la guerra en Palestina y en Vietnam. Su película "Labor" fue prohibida en Siria porque tenía una representación negativa de una figura del gobierno. En 1979, presentó su segunda película "Fragments". A pesar del éxito de la película, la relación del director con el gobierno sirio fue cuesta abajo. Dejó Siria por EE. UU., donde enseñó producción cinematográfica en la Universidad de Texas en Austin y en la Universidad de California, Los Ángeles con una beca Fulbright. Pasó los siguientes diez años en Europa, principalmente en Grecia, y continuó escribiendo. En 1992, la Organización Nacional de Cine de Siria lo invitó a volver a dirigir la película en Damasco para dirigir su próxima gran obra The Extras.
Con su empresa de producción Ebla, que lleva el nombre de una fuente de la Edad de Bronce de la civilización siria, Maleh produjo varios documentales para mercados extranjeros, incluido "Un día beduino", narrado en inglés y distribuido en Europa por una compañía británica.
Continuó escribiendo, produjo un guion de un thriller político sobre un oficial iraquí escapado que se esconde entre los turistas en Líbano. El filme Hunt Feast (Fiesta de caza), filmado en 2005 en una realización conjunta sirio-británica, pero permanece encerrado en una batalla legal. Al año siguiente, el  Festival internacional de cine de Dubái honra a Maleh,  Oliver Stone y a la estrella de Bollywood Shah Rukh Khan, por su destacada contribución al cine.

## Obra

### Cine
Nabil Maleh se convirtió en el padre de la cinematografía siria, no solo era director, sino también guionista y productor. Sus obras fueron apreciadas en la comunidad mundial. Su primera película Family Problem (1964) tuvo una duración de 35 min y el estreno tuvo lugar en Praga. Después de esa película, creó tres obras más que fueron patrocinadas por la televisión siria, A Surprise, Dreams, Two Man and Woman. Todas sus películas duraban 70 min; y, a través de sus películas, Nabil reaccionaba en temas modernos como el conflicto palestino o la guerra de Vietnam. Napalm (1970) fue su reacción ante la injusticia que tuvo lugar en Vietnam y Palestina. El director siempre trató de seguir los problemas modernos, y la influencia de los problemas "externos" siempre se podía ver en sus obras. Por ejemplo, filmó el corto documental Rocks (1970) para mostrar duras condiciones de trabajadores de canteras. La película más influyente se hizo en 1970, Men Under the Sun (Hombres bajo el sol), donde Nabil Maleh expresó la lucha del pueblo palestino. 
El período más productivo del director fue en la década de 1970. Durante esa década, se creó un nombre para sí mismo en la sociedad global. The Leopard (1972) le trajo fama. Para el rodaje de The Leopard, el director recibió el Premio Especial del Festival Internacional de Cine de Locarno). En esa película, Nabil expresó los enfrentamientos entre el sistema feudal en Siria y sus rivales. En 1981, abandonó Siria; y, después de diez años, produjo una de las películas más populares de su filmografía: The Extra (1993). Allí, planteó el problema común de las relaciones entre hombres y mujeres, que fue muy agudo en Siria. Cuando un joven y una viuda tratan de estar juntos, y se enfrentan a la condena de la sociedad.

#### Documentales
Junto con duras películas, Nabil trabajó en una serie de documentales, expresando diferentes problemas en los países del Golfo. El documental A Bedouin Day (Un día beduíno) (1981) podría ser el mejor ejemplo de la cercana familiaridad de Nabil con el mundo exterior, y la velocidad con la que él respondió a diferentes eventos. Un día beduino es una respuesta a la representación occidental de los pueblos árabes. El documental muestra cuán difícil es la vida para los beduinos. The Holy Crystal (El Cristal Sagrado) (2008) es un breve documental de 26 min describiendo a la sociedad siria compuesta por musulmanes y cristianos. El documental describe cómo ese vecindario influye en la vida económica y cultural de Siria. El tema de las relaciones entre musulmanes y cristianos en Siria era cercano a Nabil Maleh. En el mismo año, 2008, el director también se inspiró en la película Damascene Bouquet que duró 13 min; y, en este breve documental hay mucho significado: describe un evento raro que tuvo lugar en 2006: la Navidad coincidió con la mayor liturgia musulmana Eid al-Adha (Celebración del Sacrificio). Esas son las celebraciones principales en ambas religiones, y Nabil demostró cómo dos comunidades trabajaban juntas para celebrar. Mientras Occidente intentaba describir negativamente a las comunidades árabes, Nabil intentaba sacar a la luz la verdad sobre la cuestión de las religiones.

## Premios y distinciones
- 1972: ganó el Premio del Jurado en el Festival Internacional de Cine para Jóvenes de Damasco.
- 2005: El Cheetah fue seleccionado como una de las películas atemporales en la historia del cine en el 10º Festival Internacional de Cine de Busan en Corea del Sur.
- 2000: su película "The Compasses" ganó el premio al mejor director de El Cairo Festival y dos premios del Arab Film Festival en París, el mejor guion del Festival de Valencia y el Silver of the Rimini Festival.
- 2006: honrado por el Festival Internacional de Cine de Dubái, por su contribución al séptimo arte y sus esfuerzos por desarrollar la industria cinematográfica.[6]

En Europa, donde vivió durante años, trabajó para la UNESCO cuando fundó Cinema Foundation.